# Турдский декрет
Турдский декрет, также Декрет Турда (венг. tordai dekrétum; рум. Decretul de la Turda) — указ, подписанный королём Венгрии Лайошем Великим (Людовик I Великий) в 1366 году. Этот указ предоставлял особые привилегии знати Трансильвании для принятия мер против злоумышленников любой национальности, в особенности румын.

## Исторический контекст
В XIV веке Королевство Венгрия переживало период политической и экономической консолидации, что способствовало беспрецедентному процветанию Трансильвании. Кампания 1345 года против Золотой Орды под руководством Андрея Лакфи, графа Секеев, позволила окончательно изгнать монгольских захватчиков.
Многие венгерские историки отмечают, что главной проблемой оставались напряженные отношения между венгерскими дворянами и местным населением, осложненные юридическими и социальными аспектами заселения румын в венгерских комитатах. Постоянное увеличение численности румын в Трансильвании приводило к повторяющимся конфликтам с венграми. Для урегулирования ситуации король Лайош Великий посетил Трансильванию в 1366 году.
По мнению румынского историка Йоана-Аурела Попа, основной причиной визита короля была подозрительность в отношении румынского населения, которое считалось нелояльным к венгерской короне. Заселение румынских земель колонистами или передача их венгерским дворянам привели к мятежам местных князей и воевод, что, в конечном счете, ранее способствовало отделению Валахии и Молдавского княжества от Венгрии. Под давлением дворян король был вынужден принимать решительные меры.

## Декрет
Король Лайош находился в Трансильвании с апреля по август 1366 года. 28 июня, находясь в городе Турда (современная Румыния), он издал декрет по просьбе трансильванских дворян. Дворяне сообщили королю, что они «ежедневно страдают от множества бедствий из-за злых замыслов многих злоумышленников, особенно румын, ...из-за их поведения и беспорядочного образа жизни». Декрет предоставлял специальные привилегии дворянам для «уничтожения или изгнания из этой страны злоумышленников любой нации, особенно румын». Для этого документ устанавливал правила судебного процесса.
Условия декрета для сохранения или получения дворянского статуса были дискриминационными в отношении невенгерской знати. Декрет содержал указания по борьбе с злоумышленниками: propter presumptuosam astuciam diversorum malefactorum, specialiter Olachorum in ipsa terra nostra existencium (…) ad exterminandum seu delendum in ipsa terra malefactores quarumlibet nacionum, signanter Olachorum — «из-за злых замыслов многих злоумышленников, особенно румын, живущих в этой нашей земле (…) с целью изгнания или уничтожения в этой стране злоумышленников любой нации, особенно румын».
Историки не пришли к единому мнению относительно точных обстоятельств и основной цели издания декрета.
По словам румынского историка Йоан-Аурела Попа, этот декрет стал первым случаем в Трансильвании, когда этнически мотивированное правоохранение было закреплено законодательно.
Иштван Петрович утверждает, что кочевой образ жизни румынского населения способствовал конфликтам с оседлыми венграми. Йоан-Аурел Поп добавляет, что декрет был издан после отделения Молдавии от Венгрии, что вызвало опасения короля и дворянства о возможном повторении недавнего примера Богдана. Он также указывает, что декрет отражает «скрытое сопротивление» румын против монарха и дворян, пытавшихся лишить их наследственных земель.